# Antheraea mowisia
Antheraea mowisia är en fjärilsart som beskrevs av Wood 1882. Antheraea mowisia ingår i släktet Antheraea och familjen påfågelsspinnare. Inga underarter finns listade i Catalogue of Life.